# Wagen- und Automobilfabrik Franz Gries & Co.
Die Wagen- und Automobilfabrik Franz Gries & Co. war ein deutscher Hersteller von Automobilen.

## Unternehmensgeschichte
Das Unternehmen aus Landsberg an der Warthe begann etwa 1921 mit der Produktion von Automobilen. Der Markenname lautete Gries. Die Produktion endete wenig später.

## Fahrzeuge
Das Unternehmen stellte Kleinwagen her.